# Centropus burchellii
El cucal de Burchell (Centropus burchellii) es una especie de ave en la familia Cuculidae.

## Distribución y hábitat
Se lo encuentra en la zona al sur del Sahara en África. Habita áreas con vegetación densa de arbustos, incluidas zonas costeras.
De acuerdo a un relato popular africano, la llamada distintiva de esta especie, que se asemeja al sonido del agua que sale de una botella, se dice que su llamado es señal de lluvia inminente, por lo que a veces se lo denomina ave de la lluvia.